# Martin Sion
Martin Sion, né le 7 juin 1968, est un chef d'entreprise français, président exécutif d'ArianeGroup depuis 2023. Diplômé de l'École centrale Paris, il rejoint la Société Européenne de Propulsion (SEP) à Vernon en 1990 et occupe divers postes d'ingénierie avant d'en devenir directeur technique en 2005. En 2015, il dirige Safran Electronics & Defense, qu’il réorganise et développe de manière organique et par acquisitions. Il rejoint le conseil d'administration d'ArianeGroup en 2020, avant d'en prendre la direction en avril 2023, dans une période marquée par l'arrivée de nouveaux acteurs spatiaux privés et une baisse du chiffre d'affaires. Sous sa direction, le programme Ariane 6 marque un premier succès avec son vol inaugural effectué en juillet 2024.

## Biographie

### Débuts à la Société Européenne de Propulsion puis Safran
Diplômé de l'École centrale Paris, Martin Sion commence sa carrière en 1990 en tant que visiting scientist au Sandia National Laboratories (États-Unis), missionné par la Société Européenne de Propulsion (aujourd’hui ArianeGroup).[réf. nécessaire]
Par la suite, il occupe différents postes d’ingénierie à la SNECMA avant d’en être nommé directeur technique de la division moteurs spatiaux début 2005. SNECMA fusionne cette année-là avec la SAGEM pour donner naissance au groupe Safran. En décembre 2006, il prend la tête de la direction « démarche de progrès » et rejoint le comité de direction de la SNECMA, puis dirige le centre d’excellence industriel « habillage et équipements » en février 2009. De septembre 2010 à juin 2013, il est à la tête de la division moteurs spatiaux.
En juillet 2013, il devient président directeur général d’Aircelle, qu’il dirige jusqu’en juin 2015[source insuffisante]. Aircelle, aujourd'hui Safran Nacelles, est la filiale de Safran spécialisée dans la production de nacelles pour les moteurs d'avions.

### Safran Electronics & Defense
Martin Sion prend la tête de Sagem qui deviendra Safran Electronics & Defense en 2015, division qui regroupe les activités civiles et militaires de Safran dans l'optronique, la navigation inertielle, l'électromécanique et les calculateurs. Il y engage une réorganisation des activités dédiées à l'espace comme l'instrumentation ou l'électronique spatiale, qu'il fédère au sein d'une direction unique. Celle-ci représente alors 170 millions d'euros de chiffre d'affaires et emploie environ 1 000 personnes, réparties sur huit sites français et trois filiales étrangères. Cette évolution s'inscrit dans une stratégie plus large de Safran visant à accroître les activités du groupe dans la défense et l'espace en misant sur les besoins de souveraineté des États ou le NewSpace.
Sous sa direction, Safran Electronics & Defense fait aussi l'acquisition de plusieurs entreprises, parmi lesquelles Syrlinks, une PME française spécialisée dans la radiocommunication et la radionavigation pour le secteur spatial. Il supervise aussi la construction des miroirs du Télescope géant européen, télescope le plus puissant du monde installé au Chili, dont l'usine est inaugurée à Saint-Benoît, près de Poitiers, en 2020.

### ArianeGroup
Martin Sion devient membre du conseil d'administration d'ArianeGroup, société détenue à parts égales par Safran et Airbus qui conçoit les fusées Ariane, en 2020. Il en prend la direction, en remplacement d'André-Hubert Roussel, en avril 2023. Entre retard pris par le programme de lanceurs spatiaux Ariane 6, dont le vol inaugural était initialement prévu en 2020, arrêt des lancements Soyouz, guerre en Ukraine, pandémie de Covid-19 et dissensions politiques parmi les États membres de l'Agence spatiale européenne l'entreprise, duale, en charge du lanceur Ariane 6 et du développement des missiles M51 de la dissuasion océanique française traverse alors une période difficile. Elle accuse alors une baisse d'un quart de son chiffre d'affaires, passé de 3,1 milliards en 2021 à 2,35 milliards d'euros en 2022.
L'arrivée de Martin Sion doit correspondre à une nouvelle ère, avec pour objectif de réussir le premier vol d'Ariane 6 et mettre en œuvre la trentaine de lancements déjà signés, dont ceux de la constellation de satellites Kuiper d'Amazon,. La cadence de tir doit aussi être augmentée, pour passer de la construction de deux à neuf lanceurs par an. Le programme Ariane 6 est destiné à remplacer les fusées Ariane 5, devenues trop chères sur un marché spatial désormais très concurrentiel. En 2023, SpaceX remporte ainsi plusieurs contrats avec la NASA et l'Agence spatiale européenne. Le développement du mini-lanceur Maia, via la filiale MaiaSpace, doit aussi être assuré pour élargir la gamme et accentuer la compétitivité.
La réussite des essais de lancement du missile M51 en novembre 2023 et du démonstrateur technologique de planeur hypersonique V-MAX en juin 2023 ouvre le pas au succès du vol inaugural d'Ariane 6 réalisé en juillet 2024, puis son premier vol commercial en mars 2025,. Ce lanceur lourd, modulaire et polyvalent, possède dans son étage supérieur un mouteur réallumable Vinci qui lui permet de lancer plusieurs missions sur différentes orbites en un seul vol. Il existe en deux versions, Ariane 62 et Ariane 64, dotées respectivement de deux et quatre propulseurs d'appoint. Le succès des premiers vols d'Ariane 6 permet un début de sortie de crise pour l'Europe spatiale, qui retrouve son accès souverain à l'espace, après un an sans lanceur souverain, entre fin du programme Ariane 5 et difficultés du lanceur léger italien Vega C.